# Luna (polska piosenkarka)
Luna Wielgomas (ur. 28 sierpnia 1999 w Warszawie jako Aleksandra Katarzyna Wielgomas) – polska piosenkarka i autorka tekstów. Reprezentantka Polski w 68. Konkursie Piosenki Eurowizji (2024).

## Życiorys
Urodziła się 28 sierpnia 1999 w Warszawie jako Aleksandra Katarzyna Wielgomas, ale w październiku 2024 formalnie zmieniła imię na Luna. Jest córką przedsiębiorcy Andrzeja Wielgomasa. Pochodzi z rodziny związanej z branżą rolno-przetwórczą, skupionej wokół rodzinnej firmy Dawtona, producenta przetworów spożywczych. Ma trzech braci.
Uczyła się w Państwowej Szkole Muzycznej I stopnia im. Tadeusza Bairda w Grodzisku Mazowieckim w klasie skrzypiec. W latach 2015–2018 uczęszczała do klasy o profilu prawno-politologicznym w Liceum Ogólnokształcącym im. Juliusza Słowackiego w Warszawie. W 2018 rozpoczęła studia na wydziale artes liberales na Uniwersytecie Warszawskim. Ukończyła je w 2023.
W grudniu 2024 przeprowadziła się do Londynu.

## Kariera
W 2010 dołączyła do dziecięcego chóru Artos im. Władysława Skoraczewskiego w Teatrze Wielkim, gdzie uczyła się śpiewu u Danuty Chmurskiej. Jako członkini tegoż chóru występowała w operach oraz spektaklach Teatru Wielkiego. W latach 2015–2017 grała rolę Krakowianki w spektaklu „Cud albo Krakowiacy i Górale”. Związana była także z Ogniskiem Teatralnym „u Machulskich”.
W 2018 nawiązała współpracę z wytwórnią Kayax w ramach projektu „My Name is New”. Wtedy także nagrała swój debiutancki utwór pod tytułem „Na wzgórzach niepokoju”. Wydany poprzez Kayax 19 września 2018 singiel został skomponowany przez Marcina Nierubca do słów Wielgomas. Utwór był grany w Programie III Polskiego Radia. 25 listopada 2019 roku wydała singiel „Zgaś”, który spotkał się z przychylnym odbiorem i był grany w wielu stacjach radiowych, m.in. w Chillizet, Radiu Eska czy Programie I Polskiego Radia. W piosence „Zgaś" umieściła dźwięki pochodzące z kosmosu, opublikowane przez NASA. 

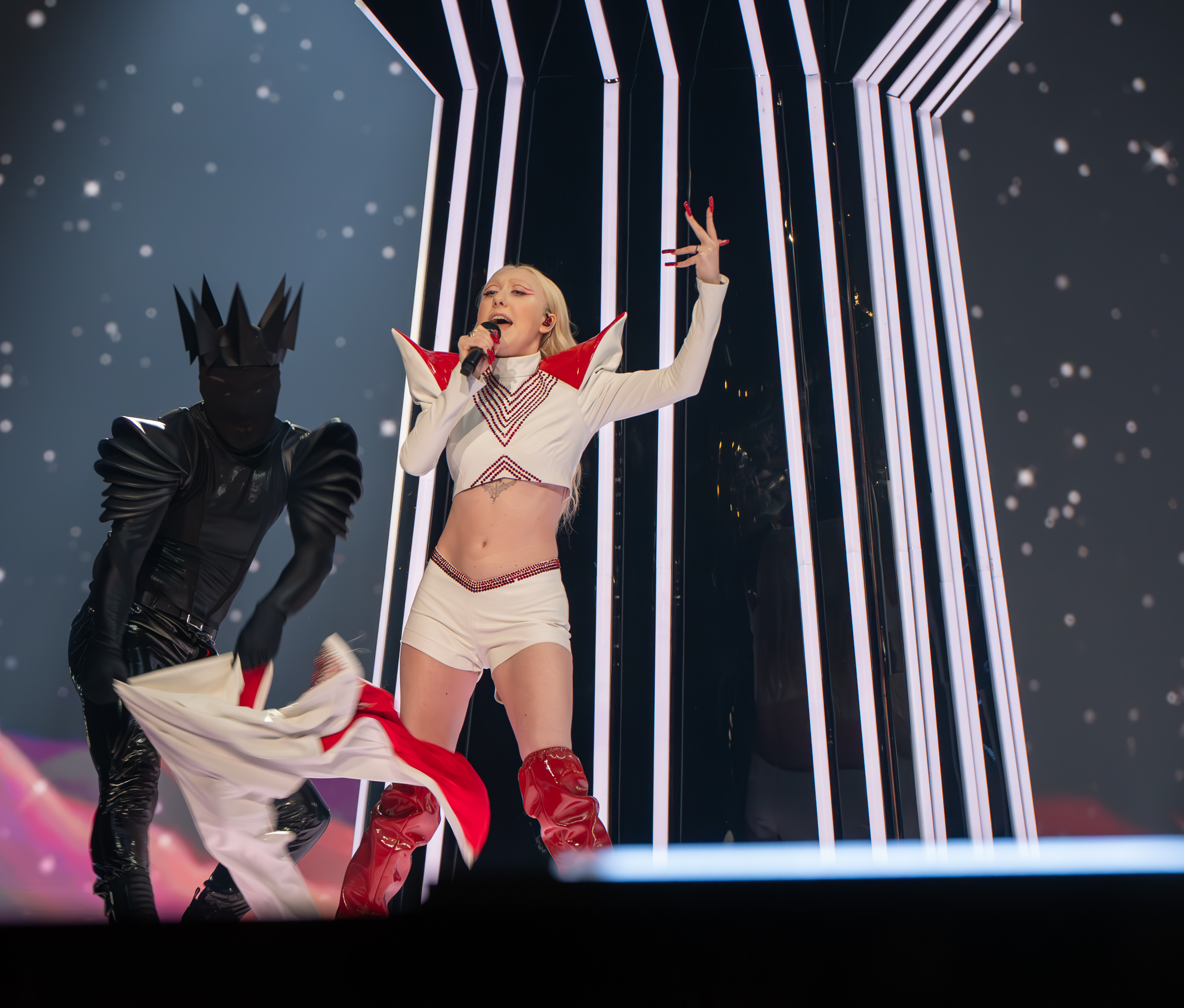
Luna podczas występu w pierwszym półfinale 68. Konkursu Piosenki Eurowizji (2024)

W drugiej połowie 2020 nawiązała współpracę z kompozytorem Michałem „Foxem” Królem, z którym nagrała singiel „Luna” zapowiadający jej nową drogę artystyczną. 2 lutego 2021 wydała singiel „Mniej”. W tej piosence także umieściła dźwięki pochodzące z kosmosu, m.in. z Wenus (jako symbol piękna, miłości i sztuki) i Merkurego (porozumienie). Utwór dostał się do propozycji listy Top 13 Radia Wawa, Gorącej 20 Radia Eska oraz na szczyt Alterlisty Radia Victoria. W tym samym roku opublikowany został remiks utworu w wykonaniu Skytecha, który dostał się na szczyt listy DJ Top 10. W kwietniu 2021 została ambasadorką akcji Equal Spotify, a jej zdjęcie – jako pierwszej Polki – pojawiło się na Times Square. Została także reprezentantką Polski w tym projekcie. Również w kwietniu 2021 wydała singiel „Nie proszę o więcej”, który nagrała w duecie z Marcinem Maciejczakiem. Z tą piosenką dostała się do propozycji Poplisty radia RMF FM. 29 kwietnia wydała jako singiel anglojęzyczną wersję utworu „Zgaś” – „Blind”, a do piosenki zrealizowała teledysk. 20 maja wydała singiel „Wirtualne przedmieście”, do którego nakręciła teledysk w Państwowym Muzeum Etnograficznym w Warszawie. Do końca roku wydała jeszcze single: „Virtual Rivers” (anglojęzyczną wersję „Wirtualnego przedmieścia”), „Zabierz mnie” i „Melt Away”. 22 kwietnia 2022 premierę miał jej debiutancki album studyjny pt. Nocne zmory.
W lutym 2024 z utworem „The Tower” została wybrana przez Telewizję Polską na reprezentantkę Polski w 68. Konkursie Piosenki Eurowizji w Malmö. 7 maja wystąpiła w pierwszym półfinale konkursu, ale nie zakwalifikowała się do finału. Do końca roku wydała jeszcze dwa single: „Wild West” i „Personal Torture”, którymi zapowiedziała album pt. No Rest.

## Zainteresowania i styl muzyczny
Interesuje się astrologią, ezoteryką, filozofią, sztuką, ekologią oraz modą. Jest panteistką. Do jej największych muzycznych inspiracji można zaliczyć twórczość Nicka Cave oraz Björk. W rozmowie z Radosławem Pulkowskim z magazynu K-Mag w grudniu 2020 roku jako swoją inspirację wskazała naturę, w szczególności powiązania między światami mikro i makro, które w nich dostrzega. Fascynuje ją też poezja, a w szczególności twórczość Bolesława Leśmiana.

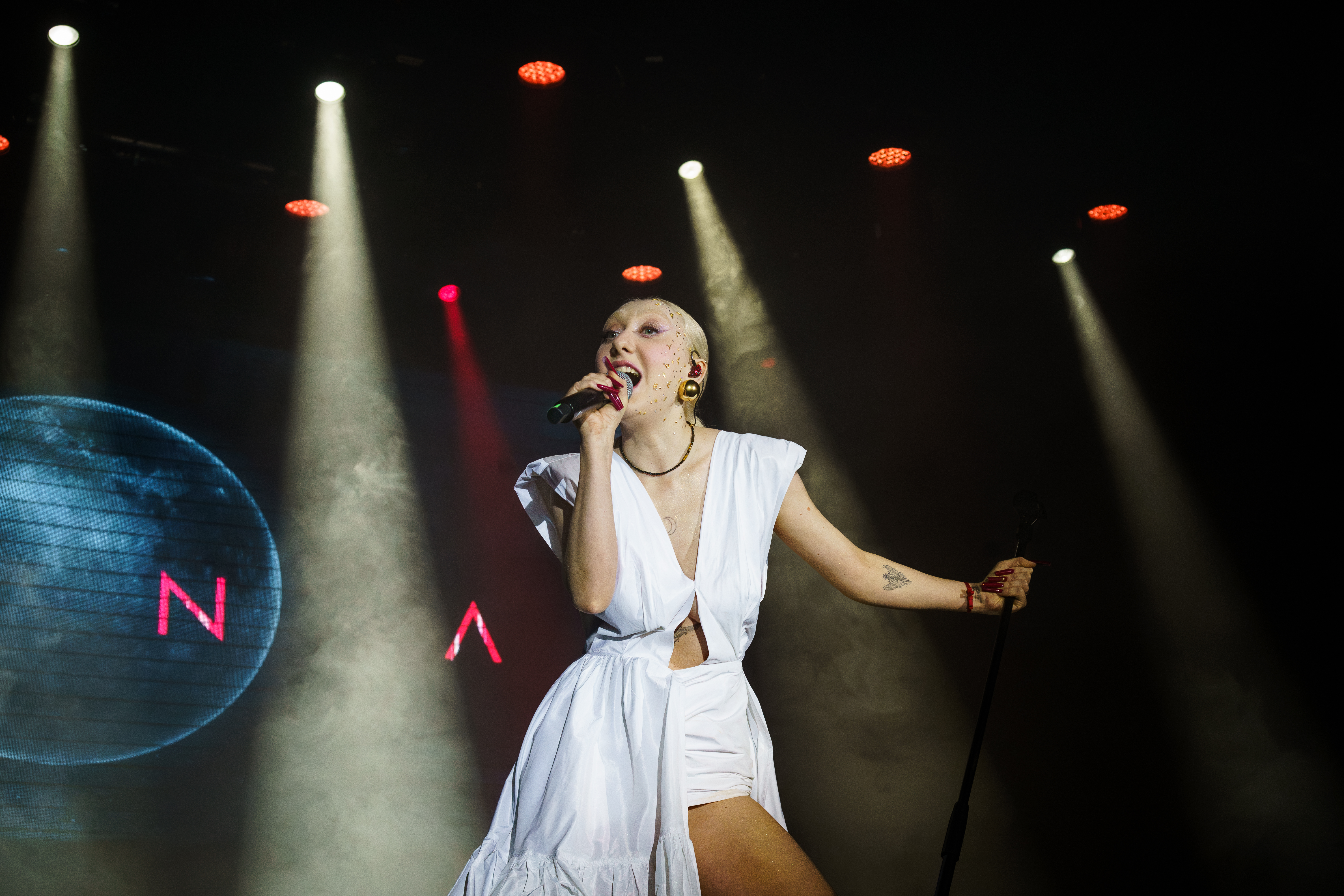
Luna na koncercie PrePartyES 2024 w Madrycie (2024)

Jak sama mówi, „Luna” to jej alter ego, które jest „pełne tajemnic i magii”.
Nagrywa utwory klimatyczne i nacechowane emocjonalnie. Jej muzyka była wielokrotnie przedstawiana jako tajemnicza, sama artystka określa ją jako „kosmiczny pop”.
W rozmowie dla magazynu K-Mag wyjaśnia, że przyjęła pseudonim „Luna”, ponieważ z języka łacińskiego oznacza on księżyc, którego duży wpływ obserwuje w swoim życiu. Dodała, że pseudonim ma również związek z jej lunatykowaniem.

## Dyskografia

### Albumy studyjne
| Rok  | Dane dot. albumu | Najwyższa pozycja na liście |
| Rok  | Dane dot. albumu | POL                         |
| ---- | --- | --------------------------- |
| 2022 | Nocne zmory - Wydany: 22 kwietnia 2022 - Wytwórnia: Polydor, Universal Music Polska - Format: CD, digital download, streaming | 14                          |
| 2025 | No Rest - Wydany: 7 lutego 2025 - Wytwórnia: Polydor, Universal Music Polska - Format: CD, digital download, streaming        | 17                          |

### Minialbumy
| Rok  | Dane dot. albumu |
| ---- | --- |
| 2021 | Caught in the Night - Wydany: 26 listopada 2021 - Wytwórnia: Universal Music Polska - Format: digital download, streaming |

### Single
Jako główna artystka
| Rok | Tytuł                                          | Najwyższe pozycje na listach | Najwyższe pozycje na listach | Najwyższe pozycje na listach | Najwyższe pozycje na listach | Najwyższe pozycje na listach | Najwyższe pozycje na listach | Najwyższe pozycje na listach | Najwyższe pozycje na listach | Najwyższe pozycje na listach | Certyfikat         | Sprzedaż       | Album lub Minialbum |
| Rok | Tytuł                                          | POL                          | POL                          | POL                          | POL                          | POL                          | GRE                          | Top/Super 13                 | Eska                         | RMF FM                       | Certyfikat         | Sprzedaż       | Album lub Minialbum |
| Rok | Tytuł                                          | Airplay                      | Streaming                    | Apple Music                  | Shazam                       | iTunes                       | iTunes                       | Top/Super 13                 | Eska                         | RMF FM                       | Certyfikat         | Sprzedaż       | Album lub Minialbum |
| --- | ---------------------------------------------- | ---------------------------- | ---------------------------- | ---------------------------- | ---------------------------- | ---------------------------- | ---------------------------- | ---------------------------- | ---------------------------- | ---------------------------- | ------------------ | -------------- | ------------------- |
| 2018 | „Na wzgórzach niepokoju” (jako Ola Wielgomas)  | –                            | X                            | –                            | –                            | –                            | –                            | –                            | –                            | –                            |                    |                | –                   |
| 2019 | „Zastyga” (jako Ola Wielgomas)                 | –                            | X                            | –                            | –                            | –                            | –                            | –                            | –                            | –                            |                    |                | –                   |
| 2020 | „Luna”                                         | –                            | X                            | –                            | –                            | –                            | –                            | –                            | –                            | –                            |                    |                | –                   |
| 2020 | „Zgaś”                                         | –                            | X                            | 194                          | 168                          | 130                          | –                            | –                            | –                            | –                            |                    |                | Nocne zmory         |
| 2021 | „Mniej”                                        | –                            | X                            | –                            | 156                          | –                            | –                            | 2                            | –                            | –                            |                    |                | Nocne zmory         |
| 2021 | „Nie proszę o więcej” (oraz Marcin Maciejczak) | –                            | X                            | –                            | –                            | –                            | –                            | –                            | –                            | –                            |                    |                | –                   |
| 2021 | „Blind”                                        | –                            | X                            | –                            | –                            | –                            | –                            | –                            | –                            | –                            |                    |                | Caught in the Night |
| 2021 | „Wirtualne przedmieście”                       | –                            | X                            | –                            | –                            | –                            | 7                            | –                            | –                            | –                            |                    |                | Nocne zmory         |
| 2021 | „Virtual Rivers”                               | –                            | X                            | –                            | –                            | –                            | –                            | –                            | –                            | –                            |                    |                | Caught in the Night |
| 2021 | „Zabierz mnie”                                 | –                            | X                            | –                            | –                            | –                            | 36                           | –                            | –                            | –                            |                    |                | Nocne zmory         |
| 2021 | „Melt Away”                                    | –                            | X                            | –                            | –                            | –                            | –                            | –                            | –                            | –                            |                    |                | Caught in the Night |
| 2021 | „Niewypowiedziane”                             | –                            | X                            | –                            | –                            | –                            | –                            | –                            | –                            | –                            |                    |                | Nocne zmory         |
| 2021 | „Carol Of The Bells”                           | –                            | X                            | –                            | –                            | –                            | –                            | –                            | –                            | –                            |                    |                | –                   |
| 2022 | „Nie mój sen” (oraz Justyna Steczkowska)       | –                            | X                            | –                            | –                            | 11                           | –                            | –                            | –                            | –                            |                    |                | Szamanka            |
| 2022 | „Ciepło-Zimno” (oraz Marie)                    | –                            | X                            | –                            | –                            | –                            | –                            | –                            | –                            | –                            |                    |                | Babyhands           |
| 2022 | „Wystarczy”                                    | –                            | X                            | –                            | –                            | –                            | –                            | –                            | –                            | –                            |                    |                | Nocne zmory         |
| 2022 | „Elon Musk (W ogniu się unoszę)”               | –                            | X                            | –                            | –                            | –                            | –                            | –                            | –                            | –                            |                    |                | Nocne zmory         |
| 2022 | „Nie budź mnie”                                | –                            | X                            | –                            | –                            | 29                           | –                            | –                            | –                            | –                            |                    |                | Nocne zmory         |
| 2022 | „Nocne zmory”                                  | –                            | X                            | –                            | –                            | –                            | –                            | –                            | –                            | –                            |                    |                | Nocne zmory         |
| 2022 | „Czerwień moich ust”                           | –                            | X                            | –                            | –                            | –                            | –                            | –                            | –                            | –                            |                    |                | Nocne zmory         |
| 2022 | „Dynamit”                                      | –                            | X                            | –                            | –                            | –                            | –                            | –                            | –                            | –                            |                    |                | –                   |
| 2023 | „Już nie zasnę”                                | –                            | –                            | –                            | –                            | –                            | –                            | –                            | _                            | –                            |                    |                | –                   |
| 2023 | „Moja miłość”                                  | –                            | –                            | –                            | –                            | –                            | –                            | –                            | –                            | –                            |                    |                | –                   |
| 2023 | „Lekko”                                        | –                            | –                            | –                            | –                            | –                            | –                            | –                            | –                            | –                            |                    |                | –                   |
| 2023 | „Subbterranean” (oraz Miss Monique i AVIRA)    | –                            | –                            | –                            | –                            | –                            | –                            | –                            | –                            | –                            |                    |                | –                   |
| 2023 | „Lost and Wild”                                | –                            | –                            | –                            | –                            | –                            | –                            | –                            | –                            | –                            |                    |                | –                   |
| 2024 | „The Tower”                                    | 20                           | 80                           | –                            | –                            | –                            | –                            | –                            | –                            | 3                            | - POL: złota płyta | - POL: 25 000+ | No Rest             |
| 2024 | „Alive”                                        | –                            | –                            | –                            | –                            | –                            | –                            | –                            | –                            | –                            |                    |                | No Rest             |
| 2024 | „Wild West”                                    | –                            | –                            | –                            | –                            | –                            | –                            | –                            | –                            | –                            |                    |                | No Rest             |
| 2024 | „Personal Torture”                             | –                            | –                            | –                            | –                            | –                            | –                            | –                            | –                            | –                            |                    |                | No Rest             |
| 2024 | „A może”                                       | 7                            | –                            | –                            | –                            | –                            | –                            | –                            | –                            | 2                            |                    |                | –                   |
| 2025 | „Green Light"                                  | _                            | _                            | _                            | _                            | _                            | _                            | _                            | _                            | _                            |                    |                | No Rest             |
| „–” oznacza, że singel nie był notowany na danej liście. „X” oznacza, że lista nie istniała w danym okresie. |                                                |                              |                              |                              |                              |                              |                              |                              |                              |                              |                    |                |                     |

### Single promocyjne
| Rok                                                      | Tytuł                    | Najwyższe pozycje na listach | Najwyższe pozycje na listach | Album lub Minialbum |
| Rok                                                      | Tytuł                    | POL                          | POL                          | Album lub Minialbum |
| Rok                                                      | Tytuł                    | Deezer                       | iTunes                       | Album lub Minialbum |
| -------------------------------------------------------- | ------------------------ | ---------------------------- | ---------------------------- | ------------------- |
| 2021                                                     | „Zgaś (Cosmic Acoustic)” | 12                           | 63                           | –                   |
| 2021                                                     | „Mniej (Skytech Remix)”  | –                            | –                            | –                   |
| „–” oznacza, że singel nie był notowany na danej liście. |                          |                              |                              |                     |

### Inne notowane utwory
| Rok                                                      | Tytuł  | Najwyższe pozycje na listach | Album lub Minialbum |
| Rok                                                      | Tytuł  | ROM                          | Album lub Minialbum |
| Rok                                                      | Tytuł  | iTunes                       | Album lub Minialbum |
| -------------------------------------------------------- | ------ | ---------------------------- | ------------------- |
| 2021                                                     | „Fade” | 12                           | Caught in the Night |
| „–” oznacza, że singel nie był notowany na danej liście. |        |                              |                     |

### Teledyski
| Tytuł                    | Rok                  | Reżyseria                          | Produkcja                                          | Źr.                  |                      |
| Jako główna artystka     | Jako główna artystka | Jako główna artystka               | Jako główna artystka                               | Jako główna artystka | Jako główna artystka |
| ------------------------ | -------------------- | ---------------------------------- | -------------------------------------------------- | -------------------- | -------------------- |
| „Zastyga”                | 2019                 | Cai Caslavinieri                   | Cai Caslavinieri                                   | [ 90 ]               |                      |
| „Zabierz mnie” (Live)    | 2019                 | Cai Caslavinieri, Julita Michalska | nieznany                                           | [ 91 ]               |                      |
| „Luna”                   | 2020                 | Magda Zielińska                    | Weronika Orłow (Papaya Films)                      | [ 92 ]               |                      |
| „Zgaś”                   | 2020                 | Helena Ganjalyan, Bartosz Szpak    | Black Rabbit                                       | [ 93 ]               |                      |
| „Zgaś (Cosmic Acoustic)” | 2020                 | Bartosz Mieloch                    | Bartosz Mieloch                                    | [ 94 ]               |                      |
| „Mniej” (Vertical video) | 2021                 | Helena Ganjalyan, Bartosz Szpak    | Agencja Trzy                                       | [ 95 ]               |                      |
| „Mniej (Skytech Remix)”  | 2021                 | Helena Ganjalyan, Bartosz Szpak    | Agencja Trzy, Mateusz Dziewulski, Robert Gackowski | [ 96 ]               |                      |
| „Nie proszę o więcej”    | 2021                 | Maciej Nowak                       | Maciej Nowak                                       | [ 97 ]               |                      |
| „Blind”                  | 2021                 | Helena Ganjalyan, Bartosz Szpak    | Black Rabbit                                       | [ 52 ]               |                      |
| „Wirtualne przedmieście” | 2021                 | Helena Ganjalyan, Bartosz Szpak    | Agencja Trzy, Bartek Tyrawski                      | [ 56 ]               |                      |
| „Virtual Rivers”         | 2021                 | Helena Ganjalyan, Bartosz Szpak    | Agencja Trzy, Bartek Tyrawski                      | [ 98 ]               |                      |
| „Zabierz mnie”           | 2021                 | Maja Michoń                        | Maja Michoń                                        | [ 99 ]               |                      |

## Filmografia

### Jako aktorka
Filmy
- 2019: Płaczmy[100]

Spektakle teatralne
- „Dziadek do orzechów” – Teatr Wielki[15]
- „Cud albo Krakowiaki i Górale” – Teatr Wielki[16]